# Pagergunung (Wanayasa)
Pagergunung is een bestuurslaag in het regentschap Banjarnegara van de provincie Midden-Java, Indonesië. Pagergunung telt 1737 inwoners (volkstelling 2010).